# جسر هابورمان
جسر هابورمان (بالتركية: Haburman Köprüsü) المعروف أيضًا باسم جسر چرميك (بالتركية: Çermik Köprüsü)، هو جسر تاريخي في محافظة ديار بكر، جنوب شرق تركيا.
يقع الجسر في قضاء چرميك (بالتركية: Çermik ilçesi) في محافظة ديار بكر. بُني على نهر سيناك (بالتركية: Sinek Çayı) وهو أحد روافد نهر الفرات.
وفقًا للنقش الموجود على الجسر، فقد أمرت الأميرة الأرتقية زبيدة خاتون (بالتركية: Zübeyde Hatun) ببنائه في عام 1179م. كانت ابنة نجم الدين ألپي بن تيمورطاش (بالتركية: Necmeddin Alpi ibn Timurtaş) من فرع ماردين.

## تاريخه
رُمم الجسرفي عام 1927م، وأُغلق أمام حركة المركبات في عام 2010م بعد بناء جسر جديد.
يبلغ الطول الإجمالي للجسر 107 متر (351 قدم) وعرض الطريق 5.60 متر (18.4 قدم)، ولا يوجد له سور درابزين.
يبلغ عرض القوس الرئيس 19.50 متر (64.0 قدم)، وارتفاعه 12.50 متر (41.0 قدم) . هناك قوسان مساعدان لتفريغ المياه على كل جانب يبلغ طولها 7.30 متر (24.0 قدم) و 5.10 متر (16.7 قدم) عرضًا.
مادة البناء الرئيسة هي الحجر الجيري، واٌستخدم الطوب الآجرأيضًا في أجزاء معينة .